# Brachylecithum donicum
Espèce
Synonymes
- Lypersomum donicum Issaitschikoff, 1919 (protonyme)

Brachylecithum donicum est une espèce de trématodes de la famille des Dicrocoeliidae, décrite chez le Loriot d'Europe (Oriolus oriolus), mais parasitant aussi les engoulevents.

## Systématique
L'espèce Brachylecithum donicum a été décrite pour la première fois en 1919 par l'helminthologiste russe I. M. Issaitschikov (d) sous le protonyme de Lypersomum donicum.